# Vincent Kipkemoi
Vincent Kipkemoi Ngetich (3 januari 1999) is een Keniaanse atleet, die zich heeft toegelegd op de lange afstanden op de weg.

## Persoonlijke records
Baan
| Afstand  | Tijd     | Datum             | Locatie  |
| -------- | -------- | ----------------- | -------- |
| 5000 m   | 13.31,70 | 4 mei 2019        | Nobeoka  |
| 10.000 m | 27.52,00 | 21 september 2019 | Yokohama |

Weg
| Afstand        | Tijd    | Datum             | Locatie     |
| -------------- | ------- | ----------------- | ----------- |
| 10 km          | 28.11   | 8 april 2023      | Port-Gentil |
| halve marathon | 59.09   | 1 september 2022  | Kopenhagen  |
| marathon       | 2:03.13 | 24 september 2023 | Berlijn     |

## Palmares

### Halve marathon
- 2022:  halve marathon van Santa Pola - 1:00.41
- 2022:  halve marathon van Madrid - 1:01.05
- 2022: 4e halve marathon van Kopenhagen - 59.09
- 2022:  Legacy halve marathon van Tokio - 1:00.10
- 2023:  halve marathon van Lissabon - 59.10
- 2023: 5e halve marathon van Istanboel - 1:00.09

### Marathon
- 2023:  marathon van Berlijn - 2:03.13
- 2024:  marathon van Tokio - 2:04.18